# 维克多·雨果博物馆
维克多·雨果博物馆（Musée Victor-Hugo）是一个关于作家维克多·雨果的博物馆 , 位于滨海塞纳省维勒基耶的塞纳河边的维克多·雨果滨河路，靠近科地区科德贝克（Caudebec-en-Caux）。

## 历史
博物馆设于维克多·雨果的女婿瓦奎里家族住宅内，建于19世纪上半叶。
维克多·雨果在这里住过好几次，包括在他女儿莱奥波尔迪娜·雨果（Léopoldine Hugo）与夏尔·瓦克里（Charles Vacquerie.）的婚礼之前。1951年，滨海塞纳省议会购买了这栋房子。罗伯特·弗拉维尼担任首任馆长。

## 参见

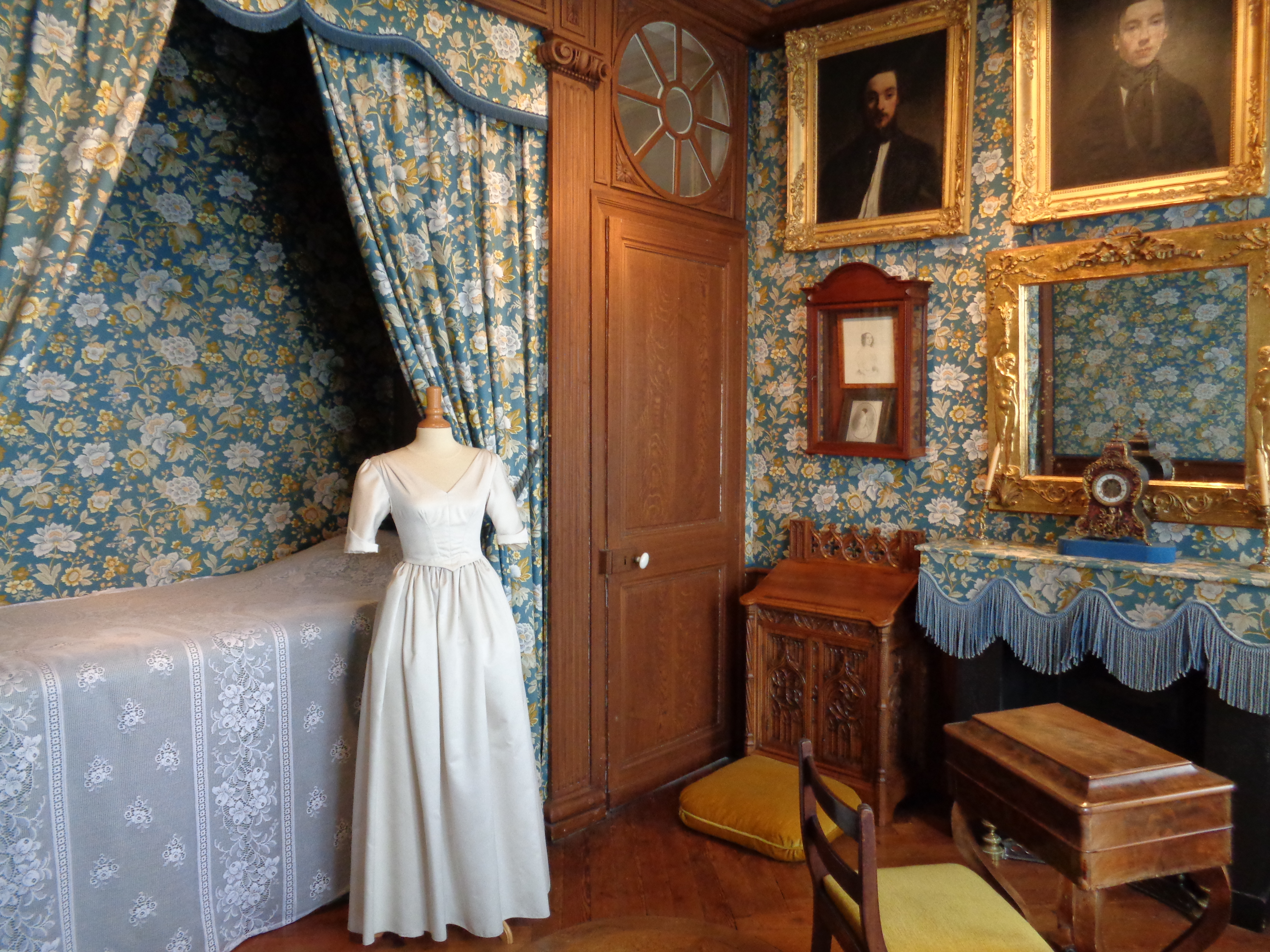